# Черна Места
Че́рна Ме́ста (болг. Черна Места) — село в Благоєвградській області Болгарії. Входить до складу громади Якоруда.

## Населення
За даними перепису населення 2011 року у селі проживали 417 осіб.
Національний склад населення села:
| Національність   | Кількість осіб | Відсоток |
| ---------------- | -------------- | -------- |
| турки            | 353            | 95,9%    |
| болгари          | 12             | 3,3%     |
| інша             | 0              | 0%       |
| Всього відповіли | 368            |          |

Розподіл населення за віком у 2011 році:
Динаміка населення: